# シュガー・レイ・レナード
シュガー・レイ・レナード（Sugar Ray Leonard、1956年5月17日 - ）は、アメリカ合衆国の男性プロボクサー。ノースカロライナ州ウィルミントン出身。元WBA・WBC世界ウェルター級統一王者。元WBA世界スーパーウェルター級王者。元WBC世界ミドル級王者。元WBC世界スーパーミドル級王者。元WBC世界ライトヘビー級王者。世界5階級制覇王者。モントリオールオリンピックライトウェルター級金メダリスト。
本名は母親がレイ・チャールズのファンだったため命名したもの。のちにボクサーとして活動する際、尊敬するシュガー・レイ・ロビンソンにあやかって、シュガー・レイを名乗った。「ヘビー級が動くが如く、ボクシングは動く」とされたボクシング界の常識を覆して、ロベルト・デュラン、マービン・ハグラー、トーマス・ハーンズらと歴史的なビッグファイトを繰り広げ「黄金のミドル（中量級）」時代を盛り上げた。

## 来歴
1976年モントリオールオリンピックでアンドレス・アルダマ（キューバ）を3R判定で下し、ライトウェルター級の金メダルを獲得。一時は引退も考えたが、1977年にプロデビューした。
1979年11月30日、無敗のままウィルフレド・ベニテスから15RTKOでWBC世界ウェルター級タイトルを獲得。
1980年6月20日、ロベルト・デュランに判定負けで王座から陥落するとともに、プロ初黒星を喫した。
1980年11月25日、ロベルト・デュランと再戦し、9回TKO勝ちで王座を奪回。
1981年6月25日、アユブ・カルレからWBC世界ジュニアミドル級タイトルを獲得し2階級制覇を達成するが、タイトル返上。
1981年9月16日、後にレナードと共に5階級制覇を遂げるWBA王者トーマス・ハーンズとのウェルター級王座統一戦で、序盤はハーンズにペースを握られるが14回に逆転TKO勝ち。WBAとWBCの王座を統一する。試合後に網膜剥離が発覚した。
1982年11月、「いったん引退」を発表。
1986年3月10日、マービン・ハグラー対ジョン・ムガビの解説をしていたレナードは当時最強のチャンピオンといわれたハグラーに勝てると確信し、「現役復帰」を決意する。
1987年4月6日、ハグラーに挑戦し僅差の判定勝ちでWBC世界ミドル級タイトルを獲得。3階級制覇を達成した。
1988年11月7日、WBC世界ライトヘビー級王者ドン・ラロンデと168ポンドのキャッチウェイトで対戦、9回TKO勝ちで新設されたWBC世界スーパーミドル級、ライトヘビー級の2階級の王座を同時に獲得。同月4日に達成したハーンズに続く2人目の主要団体での「5階級制覇を達成」した。しかし、これはライトヘビー級王者のラロンデをスーパーミドル級まで体重を落とさせてのスーパーミドル級王座決定戦に、ラロンデの持つライトヘビー級王座も賭けられるという、極めて異例の試合だったため、レナードの5階級制覇には懐疑的な意見もある。
1989年6月12日、WBO世界スーパーミドル級王者トーマス・ハーンズとの王座統一戦で引き分け。
1989年12月7日、ロベルト・デュランに判定勝ちし、WBC世界スーパーミドル級王座を防衛。
1991年2月9日、WBC世界ジュニアミドル級タイトル戦で王者テリー・ノリスに12回判定負けを喫した。試合後のリング上で「2度目の引退」を表明した。
1997年3月1日、IBC世界ミドル級タイトル戦で6年ぶりに「現役復帰」。ヘクター・カマチョに5回TKO負けを喫し、「引退」した。
ウェルター級歴代最速とも言われるスピードで、スーパーエキスプレスと称された。特にパンチの回転力がケタ外れに速く、ここぞという時のレナードの連打は、カメラが捉えきらないほどのスピードを見せた。ハーンズとの第1戦は、特に評価が高く、「20世紀最後のビッグファイト」と称され、ボクシング・マガジン2009年1月号「500号記念特集」において、歴代ベストバウトに挙げている。
ハーンズとはレナード13戦目、ハーンズ12戦目の若手時代に一度対戦が内定したことがある。しかしアンジェロ・ダンディの反対によりこのマッチメイクは成立しなかった。代わりにレナードが対戦したのが、フロイド・メイウェザー・シニアである。ハグラーとの対戦での判定は、未だに論議を呼んでいる。試合後のダメージが、レナードの方がより大きかったためだが、特にブランクの影響で、中盤でのスタミナ切れが苦戦の要因と見られていた。その後、デュランとの第3戦に勝利したレナードが、次の対戦相手として、1990年に再戦を申し入れたが、ハグラーは拒否した。

## 引退後
1990年、離婚訴訟中だった元妻がレナードが酔っ払うと暴力を振るわれていたこと、レナードがコカインを使用していたことを告発。レナードは会見を開き元妻の告発が事実であることを認め、引退をした1982年から1986年までコカインを使用していたと告白した。
2001年、ボクシングプロモーション「シュガー・レイ・レナード・ボクシング社」の設立と、ESPNと提携し毎月1回フライデーナイトファイトで試合を放送することを発表。しかし2004年、ビヨン・レブニーと経営方針の違いから仲違いをしてプロモーション会社を解散した。
2011年、出版した自伝「The Big Fight: My Life in and out of the Ring」の中でレナードが10代の頃、オリンピックのボクシングトレーナーから性的虐待(オーラルセックス)をされていたことを告白した。

## エピソード
- モハメド・アリの後継者と称されるだけあり、デビュー戦から全米ネットワークでTV中継がされるなど、早くからスターとして注目され、高い人気を誇った。その明朗快活なイメージから少年少女にもファンが多く、デビュー当時、WBCウェルター級王者だったカルロス・パロミノの幼い息子も、レナードの大ファンだった。パロミノの友人が坊やのパパは147ポンド級で、世界で一番強いんだよと言ったところ、パパがレナードより強いって。そんなの嘘だという返事があったという。
- 「ケニー・G ライブ」（DVD/BMG JAPANより発売）にMCとして同行、登場する。サックス奏者ケニー・Gとの友人ぶりが見られる。

## 戦績
- プロボクシング：40戦 36勝 (25KO) 3敗 1分

| 戦           | 日付           | 勝敗 | 時間     | 内容    | 対戦相手                     | 国籍           | 備考                                                                  |
| ------------ | -------------- | ---- | -------- | ------- | ---------------------------- | -------------- | --------------------------------------------------------------------- |
| 1            | 1977年2月5日   | ☆    | 6R       | 判定3-0 | ルイス・ベガ                 | アメリカ合衆国 |                                                                       |
| 2            | 1977年5月14日  | ☆    | 6R       | 判定3-0 | ウィリー・ロドリゲス         | アメリカ合衆国 |                                                                       |
| 3            | 1977年6月10日  | ☆    | 3R 1:59  | TKO     | ヴィニー・デバロス           | アメリカ合衆国 |                                                                       |
| 4            | 1977年9月24日  | ☆    | 5R 2:55  | KO      | フランク・サントレ・ジュニア | アメリカ合衆国 |                                                                       |
| 5            | 1977年11月5日  | ☆    | 6R 1:54  | KO      | オーガスティン・エストラーダ | メキシコ       |                                                                       |
| 6            | 1977年12月17日 | ☆    | 2R 2:20  | KO      | エクトール・ディアス         | アメリカ合衆国 |                                                                       |
| 7            | 1978年2月4日   | ☆    | 8R       | 判定3-0 | ロッキー・ラモン             | アメリカ合衆国 |                                                                       |
| 8            | 1978年3月1日   | ☆    | 7R 1:52  | TKO     | アート・マックナイト         | アメリカ合衆国 |                                                                       |
| 9            | 1978年3月19日  | ☆    | 1R 2:45  | KO      | ハビエル・ムニス             | アメリカ合衆国 |                                                                       |
| 10           | 1978年4月13日  | ☆    | 3R 終了  | TKO     | ボビー・ヘイモン             | アメリカ合衆国 |                                                                       |
| 11           | 1978年5月13日  | ☆    | 8R 2:55  | TKO     | ランディ・ミルトン           | アメリカ合衆国 |                                                                       |
| 12           | 1978年6月3日   | ☆    | 10R      | 判定3-0 | ラファエル・ロドリゲス       | アメリカ合衆国 |                                                                       |
| 13           | 1978年7月18日  | ☆    | 10R      | 判定3-0 | ディッキー・エクランド       | アメリカ合衆国 |                                                                       |
| 14           | 1978年9月9日   | ☆    | 10R 2:16 | TKO     | フロイド・メイウェザー       | アメリカ合衆国 |                                                                       |
| 15           | 1978年10月6日  | ☆    | 10R      | 判定3-0 | ランディ・シールズ           | アメリカ合衆国 |                                                                       |
| 16           | 1978年11月3日  | ☆    | 10R      | 判定3-0 | ホセ・ベルナルド・プラダ     | コロンビア     |                                                                       |
| 17           | 1978年12月9日  | ☆    | 6R 終了  | TKO     | アルマンド・ムニッズ         | メキシコ       |                                                                       |
| 18           | 1979年1月11日  | ☆    | 8R 2:57  | TKO     | ジョニー・ガント             | アメリカ合衆国 |                                                                       |
| 19           | 1979年2月11日  | ☆    | 8R 2:33  | TKO     | フェルナンド・マルコッテ     | カナダ         |                                                                       |
| 20           | 1979年3月24日  | ☆    | 1R 2:03  | TKO     | ダニエル・アルド・ゴンサレス | アルゼンチン   |                                                                       |
| 21           | 1979年4月21日  | ☆    | 10R      | 判定3-0 | アドルフォ・ピルエト         | アメリカ合衆国 |                                                                       |
| 22           | 1979年5月20日  | ☆    | 10R      | 判定3-0 | マルコス・ジェラルド         | メキシコ       |                                                                       |
| 23           | 1979年6月24日  | ☆    | 4R 終了  | TKO     | トニー・キアヴェリーニ       | アメリカ合衆国 |                                                                       |
| 24           | 1979年8月12日  | ☆    | 4R 2:41  | TKO     | ピート・ランザニー           | アメリカ合衆国 | NABF北米ウェルター級タイトルマッチ                                    |
| 25           | 1979年9月28日  | ☆    | 1R 2:52  | KO      | アンディ・プライス           | アメリカ合衆国 | NABF防衛1                                                             |
| 26           | 1979年11月30日 | ☆    | 15R 2:54 | TKO     | ウィルフレド・ベニテス       | プエルトリコ   | WBC世界ウェルター級タイトルマッチ                                     |
| 27           | 1980年3月31日  | ☆    | 4R 2:27  | KO      | デイブ・ボーイ・グリーン     | イギリス       | WBC防衛1                                                              |
| 28           | 1980年6月20日  | ★    | 15R      | 判定0-3 | ロベルト・デュラン           | パナマ         | WBC陥落                                                               |
| 29           | 1980年11月25日 | ☆    | 8R 終了  | TKO     | ロベルト・デュラン           | パナマ         | WBC世界ウェルター級タイトルマッチ                                     |
| 30           | 1981年3月28日  | ☆    | 10R 2:22 | TKO     | ラリー・ボンズ               | アメリカ合衆国 | WBC防衛1                                                              |
| 31           | 1981年6月25日  | ☆    | 9R 3:06  | TKO     | アユブ・カルレ               | ウガンダ       | WBC世界スーパーウェルター級タイトルマッチ                             |
| 32           | 1981年9月16日  | ☆    | 14R 1:45 | TKO     | トーマス・ハーンズ           | アメリカ合衆国 | WBA・WBC世界ウェルター級王座統一戦 WBA獲得・WBC防衛2                  |
| 33           | 1982年2月15日  | ☆    | 3R 1:50  | TKO     | ブルース・フィンチ           | アメリカ合衆国 | WBA防衛1・WBC防衛3                                                    |
| 34           | 1984年5月11日  | ☆    | 9R 2:28  | TKO     | ケビン・ハワード             | アメリカ合衆国 |                                                                       |
| 35           | 1987年4月6日   | ☆    | 12R      | 判定2-1 | マービン・ハグラー           | アメリカ合衆国 | WBC世界ミドル級タイトルマッチ                                         |
| 36           | 1988年11月7日  | ☆    | 9R 2:30  | TKO     | ドニー・ラロンド             | カナダ         | WBC世界ライトヘビー級タイトルマッチ WBC世界スーパーミドル級王座決定戦 |
| 37           | 1989年6月12日  | △    | 12R      | 判定1-1 | トーマス・ハーンズ           | アメリカ合衆国 | WBC・WBO世界スーパーミドル級王座統一戦 WBC防衛1                       |
| 38           | 1989年12月7日  | ☆    | 12R      | 判定3-0 | ロベルト・デュラン           | パナマ         | WBC防衛2                                                              |
| 39           | 1991年2月9日   | ★    | 12R      | 判定0-3 | テリー・ノリス               | アメリカ合衆国 | WBC世界スーパーウェルター級タイトルマッチ                             |
| 40           | 1997年3月1日   | ★    | 5R 1:08  | TKO     | ヘクター・カマチョ           | プエルトリコ   | IBC世界ミドル級タイトルマッチ                                         |
| テンプレート |                |      |          |         |                              |                |                                                                       |

## 獲得タイトル
- 1976年モントリオールオリンピック ライトウェルター級金メダル
- WBC世界ウェルター級王座
- WBA世界ウェルター級王座
- WBA世界スーパーウェルター級王座
- WBC世界ミドル級王座
- WBC世界スーパーミドル級王座
- WBC世界ライトヘビー級王座

## 出演映画
- ザ・ファイター The Fighter (2010)